# 庄司亮介
庄司 亮介（しょうじ りょうすけ、1984年10月22日 - ）は、長崎県出身のバスケットボール選手である。ポジションはフォワード/センター。

## 来歴
長崎東高校を卒業後、愛知学泉大学に進学。
卒業後、アイシン・エィ・ダブリュ アレイオンズ安城に入団。

## 経歴
- 駒場小学校 - 比田勝中学校 - 長崎東高校 - 愛知学泉大学 - アイシン・エィ・ダブリュ アレイオンズ安城